# 인천신현고등학교
인천신현고등학교(仁川新峴高等學校)는 대한민국 인천광역시 서구 신현동에 있는 공립 고등학교이다.

## 학교 연혁
- 2007년 5월 4일 : 인천 신현고등학교 설립 인가(36학급)
- 2008년 3월 1일 : 인천 신현고등학교 개교, 초대 최은아 교장 취임
- 2008년 3월 3일 : 제1회 입학식(12학급 314명 입학)
- 2008년 10월 31일 : 인천 신현고등학교 개교식
- 2010년 3월 1일 : 자율형 공립고 지정
- 2011년 2월 11일 : 제1회 졸업식(졸업생 297명)
- 2014년 3월 3일 : 제3대 이덕범 교장 취임
- 2024년 2월 15일 : 제14회 졸업식(졸업생 203명)
- 2024년 3월 4일 : 제17회 입학식(9학급 229명)

## 참고 자료
- 인천신현고등학교 - 한국교육학술정보원 학교알리미